# Robinsonia sabata
Robinsonia sabata är en fjärilsart som beskrevs av Druce 1895. Robinsonia sabata ingår i släktet Robinsonia och familjen björnspinnare. Inga underarter finns listade.